# Lactoridoideae
Lactoridoideae é uma subfamília monotípica de plantas com flor da família Aristolochiaceae da ordem Piperales cujo único género é Lactoris, também um táxon monotípico, cuja única espécie extante é Lactoris fernandeziana, um arbusto endémico do arquipélago Juan Fernández. O sistema APG II, de 2003, reconhecia este agrupamento como família na ordem Piperales, no clade das magnoliídeas. O sistema APG IV integrou a única espécie do agrupamento na família Aristolochiaceae no nível taxonómico de subfamília..

## Descrição
Lactoris fernandeziana é um arbusto endémico da floresta de nuvens da Ilha Robinson Crusoé (Masatierra), das Ilhas Juan Fernández, um arquipélago situado ao largo do Chile. É a única espécie extante do género Lactoris.
A Lactoris fernandeziana parece ser polinizada pelo vento.  A população selvagem de cerca de 1000 plantas tem baixa diversidade genética e cresce em encostas enevoadas e chuvosas, geralmente como planta de sub-bosque, mas por vezes a pleno sol. 
O cultivo de plântulas tem sido geralmente mal sucedido, embora as estacas tenham funcionado melhor e um melhor conhecimento das condições de crescimento preferidas possa facilitar o cultivo.

## Taxonomia
Os dados morfológicos não são claros relativamente à classificação de Lactoris, mas os dados moleculares colocam-na nas Aristolochiaceae. A espécie está agora incluída em Aristolochiaceae de acordo com o sistema APG IV (2016).
No registo fóssil, foi encontrado pólen que parece estar relacionado com a espécie viva de Lactoris.

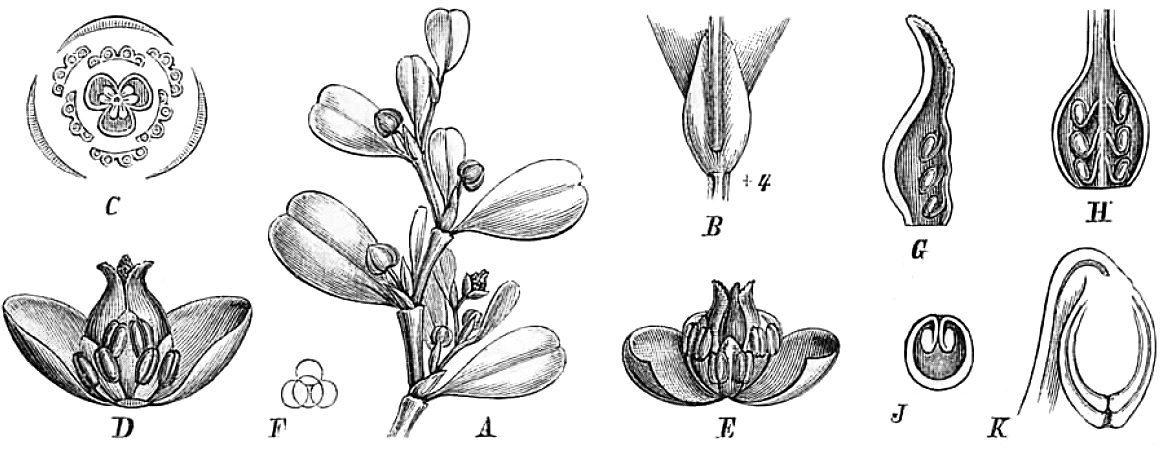
Lactoris fernandeziana (ilustração botânica de Engler, 1888).